# کرایسلر وویجر
کرایسلر وویجر (Chrysler Voyager) نام یک اتومبیل ساخت شرکت کرایسلر است که از سال ۱۹۸۸ تا کنون تولید شده‌است.
این خودرو در کلاس مینی‌ون قرار گرفته است.